# Poa rhizomata
Poa rhizomata là một loài cỏ trong họ hòa thảo, thuộc chi poa.